# Генгель Георгій
Генгель Георгій — (нар. 4 квітня 1657 р. — пом. 15 грудня 1727 р.) письменник-полеміст, теолог-єзуїт виступав з критикою доктрин лютеранства, цвінгліанства, янсенізму, кальвінізму й атеїзму, помітна особистість в історії Ордену єзуїтів та Католицької Церкви на теренах Речі Посполитої XVIII ст.

## Біографія
Народився у Великій Польщі 4.04.1657 р., вступив до Товариства Ісуса в Кракові у 4.09.1673 р., висвячення пройшов теж у Кракові 1685 р. Помер у Калішу 15.12.1727 р. у віці 70 років. Був професором теології в єзуїтських колегіумах Львова, Ярослава, Любліна, ректором колегіумів у Сандомирі, Ґданську, Кракові, Львові, Калішу. Його праці видавалися в друкарнях єзуїтських колегіумів Браунсберга (Бранева), Праги, Каліша, а найбільше — Львова. 14 описаних у публікації прижиттєвих видань мають авторські присвяти 11 особам як духовного звання, так і світського. Без сумніву автор був особисто знайомий із ними й контактував, виконуючи свої обов'язки на ввірених йому посадах.